# Ospedale di San Carlo (Roma)
L'ospedale di San Carlo è stato un edificio di Roma importante per ragioni storiche e artistiche. 
Costruito alla fine nel 1700 per volontà di Papa Pio VI, il nosocomio dopo un primo periodo come succursale del vicino Santo Spirito venne adibito a ospedale militare sotto lo Stato della Chiesa e dopo Porta Pia divenne il primo ospedale militare italiano nella capitale. Esso venne demolito nel 1939 per la costruzione di via della Conciliazione.

## Ubicazione
L'ospedale si trovava a Roma, nel rione Borgo, a Borgo Santo Spirito, di fronte all'Arcispedale di Santo Spirito in Saxia. A ovest si affacciava su vicolo dell'Ospedale.

## Storia
L'edificio, posto a settentrione dell'Ospedale di Santo Spirito, venne costruito per volontà di Papa Pio VI (r. 1775-1799) per aumentare la capacità del Santo Spirito, divenuto insufficiente a causa della crescente popolazione romana. La costruzione durò tre anni e mezzo, fra il 15 novembre 1788, quando il pontefice pose la prima pietra, e il primo marzo 1792, quando il nosocomio venne inaugurato. Il progetto era dell'architetto neoclassico Francesco Belli, allievo di Giovanni Antinori, il quale utilizzò in parte un edificio già esistente.
Il costo dell'opera fu di 300.000 scudi, somma enorme per l'epoca. Esso venne destinato a ospitare i malati di Malaria. Il nuovo nosocomio rivelò la sua utilità tre anni dopo la sua inaugurazione, quando 1.300 malati al giorno vennero ricoverati nel Complesso ospedaliero Santo Spirito - San Carlo durante la carestia che colpì Roma nel 1795. Nel periodo peggiore della carestia i due ospedali ospitarono 17.000 malati, circa il 10% della popolazione romana dell'epoca.
L'ospedale, nato come succursale di quello di Santo Spirito, divenne presto il nosocomio del presidio dell'esercito pontificio a Roma. Papa Pio IX (r. 1846-1878) lo fece restaurare e vi si recò diverse volte per confortarvi i malati. Nel 1849, Durante la repubblica romana, diversi volontari feriti nei combattimenti lungo le mura gianicolensi vi furono curati. Cappellano del valetudinario fu per un certo periodo San Vincenzo Pallotti. Diversi luminari della medicina divennero direttori di questo ospedale, a iniziare dal professor Giuseppe Costantini, Archiatra Pontificio sotto Pio IX. Quando dopo il 1870 esso divenne il primo ospedale militare italiano a Roma, il nosocomio fu diretto da Alessandro Ceccarelli, il quale divenne in seguito archiatra di Leone XIII (r. 1878-1903), e poi fra gli altri da Agenore Zeri, Giuseppe Bastianelli, dal medico di Pio XI (r. 1922-1939) Aminta Milani e da Alessandro Pianezza. I malati, originariamente assistiti dalle Figlie della carità di San Vincenzo de' Paoli, vennero poi accuditi dalle suore della Carità.
L'ospedale venne demolito nel 1939 per l'apertura di via della Traspontina, nel quadro dei lavori per la costruzione di via della Conciliazione.
L'ospedale di San Carlo ha dato il nome a Via dell'Ospedale, strada tuttora esistente la quale ne segnava il limite a occidente.

## Architettura

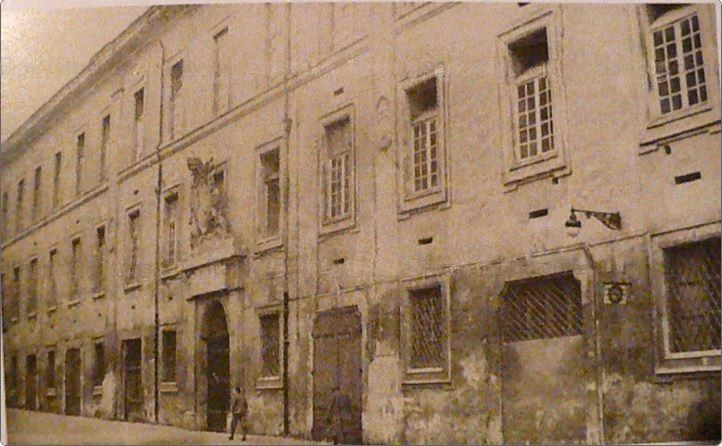
La facciata con l'entrata principale sormontata dallo stemma di Pio VI

La facciata dell'edificio, lungo 137 metri, era scandita da lesene in ordine gigante, una cornice marcapiano e finestre rettangolari che correvano per tutta la sua lunghezza.
L'ospedale era costituito da un piano terreno, il quale ospitava vasti depositi di grano, e da due piani superiori: sopra l'ingresso principale c'era un grande stemma di Pio VI. I malati erano alloggiati in due grandi corsie, entrambe divise in tre navate, una al primo ed una al secondo piano. Quella inferiore, detta di Santa Maria, era scandita da pilastri che sorreggevano le volte, ed era lunga 117 m; quella superiore, detta di San Carlo (la quale dette in nome al nosocomio), era lunga 132 m ed aveva un soffitto di legno sostenuto da archi i quali poggiavano su due file di 29 colonne doriche. Al centro della corsia c'era un grande altare, mentre un secondo altare dedicato a San Giuseppe Calasanzio si trovava all'angolo con Via dell'Ospedale all'estremità occidentale del nosocomio.
Diversi elementi architettonici del nosocomio, come portali, iscrizioni, e rocchi di colonne in peperino con i pulvini in travertino, intonacati a imitazione del marmo, sono conservati nei depositi comunali.